# Китайска хербология
Китайската хербология (опростен китайски: 中药学; традиционен китайски: 中藥學; пинин: zhōngyào xué) или китайска хербална медицина е раздел на традиционна китайска медицина, занимаващ се с теория на традиционната китайска билкова терапия. В същото време при нея освен билки се използват и минерали, както и други продукти (вж например перлен прах).

## История
Сред най-ранната литература по темата на хербологията в Китай са списъци от предписания за специфични заболявания, като например манускрипта „Рецепти за 52 болести“, открит в Мавангдей, от 168 пр.н.е. А първият херболог, който има по-скоро митологичен характер, е Шенонг (神农, букв. „Божествен фермер“), който се приема, че е живял около 2800 пр.н.е.  Шенонг опитал (вкусил) хиляди билки и съставил Материя медика – Шенонг Бен Чао Дзин (神农本草经, букв. Материя медика на Шенонг), която е и най-старата книга в китайската хербална медицина. Тя класифицира 365 вида корени, треви, дървета, мъхове, животни и камъни в три основни категории на хербалната медицина:
- „Отлична“ категория, която включва билки, които са ефективни за множество заболявания и основно отговарящи за баланса на тялото. Тези почти нямат неблагоприятни странични ефекти.
- Категория на тоници, за тонизиращ и „повдигащ“ ефект, тези не трябва да се употребяват дълго.
- Категория за субстанции, които трябва да се взимат предимно в малки дози за лечението на специфични заболявания само.

Оригиналният текст на Шенонг е загубен, но има запазени негови преводи .